# E-kontakt
E-kontakt är en svensk dejtingsajt som lanserades den 5 mars 2005. Bakom E-kontakt står det svenska företaget Intodate International AB som har sitt säte i Norrköping. Koncernen har 32 anställda. E-kontakt är en av de största svenska dejtingsajterna med över 400 000 aktiva medlemmar. 
Idag[när?] har E-kontakt mellan 140 000 och 180 000 unika besökare i veckan, enligt KIA-index.
E-kontakt finns även i Norge, Danmark och Finland.